# Национальная библиотека имени Ахмет-Заки Валиди
Национальная библиотека имени Ахмет-Заки Валиди Республики Башкортостан (баш.  Әхмәтзәки Вәлиди исемендәге милли китапхана) находится в Уфе по улице Ленина в Кировском районе.

## История
Библиотека была открыта 9 июня 1921 г. как Центральная научная библиотека БАССР. Её фонд насчитывал тогда около 17600 книг. В 1925 г. она стала именоваться Государственной научной библиотекой БАССР. В 1933 г. она была расширена за счёт слияния с Центральной мусульманской библиотекой, а в 1936 г. в её состав вошла Центральная массовая библиотека им. М. Горького, и она стала называться теперь Республиканской библиотекой БАССР. В 1960 г. библиотека была названа в честь Н. К. Крупской. В 1988 г. филиалами библиотеки стали республиканские детская и юношеская библиотеки. В 1992 г. библиотека снова была переименована в Национальную библиотеку имени Ахмет-Заки Валиди Республики Башкортостан.

## Библиотека сегодня
В состав библиотеки входят 27 отделов и 2 сектора, которые располагаются в 4 зданиях.
Фонд библиотеки насчитывает более 3,3 млн изданий по самым разным отраслям знаний. Кроме современных изданий библиотека располагает также старинными и рукописными книгами. Библиотека выписывает до 600 наименований журналов и газет.
Библиотека занимается также просветительской деятельностью: регулярно проводит выставки-экспозиции по самым различным темам, в том числе выездные.